# Алексахіна Ганна Яківна
Ганна Яківна Алексахіна (нар. 25 квітня 1961, Ленінград) — радянська і російська акторка театру та кіно, народна артистка Росії (2008).

## Життєпис
Народилася 25 квітня 1961 року в Ленінграді. Мати — філологиня, батько — актор. Коли Ганні було 4 роки, батьки розлучилися. Закінчила Ленінградську гімназію № 171 з поглибленим вивченням французької мови. У 1982 році Ганна закінчила акторський факультет Ленінградського державного інституту театру, музики і кінематографії. Після закінчення інституту була прийнята до складу трупи Академічного театру імені Ленсовєта, де пізніше стала однією з ведучих акторок.
Одружена з актором театру комедії Олександром Васильєвим. Разом з яким виховала дочку — акторку Катерину Васильєву (нар. 1988).

## Нагороди та номінації
- 1999 — Заслужена артистка Російської Федерації.
- 2001 — Лауреатка премії петербурзької «Люди нашого міста» в номінації «Актриса року».
- 2008 — Народна артистка Російської Федерації[3].
- 2009 — Лауреатка петербурзької художньої премії «Петрополь» «За щирість і самобутність творчості у виставах останніх років».
- 2015 — Лауреатка премії «Золотий софіт» в категорії «Найкраща жіноча роль у недержавному театрі» за роль Аркадіної у виставі постановки Веніаміна Фільштинського «Костя Треплев. Кохання і смерть»[4].

## Ролі в театрі
Ганна Алексахіна зіграла більш ніж в 30 виставах, у тому числі:
- Ася — «П'ятий десяток»;
- Принцеса Ельза, Маленька розбійниця, Герда — «Снігова королева»;
- 1989 — Зоя — «Переможниця», режисери Ігор Владимиров, Ольга Сокових;
- Біче — «Людина і джентльмен»;
- Артистка пародій — «Сміятися, право, не грішно»;
- Віка Люберецька — «Завтра була війна»;
- Стусани — «Двері грюкають»;
- Кларисса-Ейда — «Фотофініш»;
- Ненсі — «Газове світло»;
- Марга — «Дикун»;
- 1992 — Вірочка — «Місяць в селі» Івана Тургенєва, реж. О. Ліваків, — Відкритий театр;
- 1992 — Жанетт — «Заручини в Сен-Мішеля», реж. Анатолій Слясський;
- 1992 — Белл Даркін — «Двері в літо», реж. Валерій Обогрєлов;
- Феліце — «Пастка»;
- Нігин — «Таланти й шанувальники»;
- Повія — «Карусель по г-ну Фрейду»;
- Оттилія Егерман — «Особа»;
- Ізабелла Тренч — «Наближається вік золотий»;
- Жаклін — «Свічник»;
- Донья Анхела — «Дама-примара»;
- Маргарита — «Самодури»;
- Сара — «Коханець»;
- Феба-Пупей — «Двері до суміжної кімнати»;
- Емілія — «Фокусник з Любліна»;
- 2002 — Красуня — «Фредерік, або бульвар злочинів» Еріка-Еммануеля Шмітта, реж. Владислав Пазі;
- 2003 — Сібіл — «Інтимне життя» Ноела Каварда — приватний театр «Бенефіс»;
- 2006 — Клеопатра Львівна Мамаєва — «На всякого мудреця досить простоти» Миколи Островського, реж. Василь Сенін;
- 2009 — Ганна Андріївна — «Ревізор» Миколи Гоголя, реж. Сергій Федотов;
- 2010 — Надя — «Я боюся кохання» Олени Ісаєвої, реж. Марія Романова[5];
- 2013 — «Байки Крилова і не лише…»;
- 2013 — «Сімейне щастя»;
- 2014 — «Кабаре Брехт»;
- 2014 — Ольга — «Три сестри».
- 2015 — Аркадіна — «Костя Треплєв. Кохання і смерть» — «Такий Театр»

## Фільмографія
- 1970 — Чарівна сила мистецтва — учениця 2-го «В»
- 1971 — Знайди мене, Льоню! — Мишка, сестра Дінки
- 1973 — Тут наш будинок — дівчинка
- 1973 — Відкрита книга — Таня Власенкова в дитинстві
- 1978 — Фотографії на стіні — Тоська
- 1979 — Крик гагари — Василина
- 1981 — Американська трагедія — Сондра Фінчлі
- 1984 — «Дощ» — Руся
- 1984 — Нехай цвіте іван-чай — знайома батька Альоші
- 1987 — Сильніше за всіх інших велінь — Катерина Миколаївна Голіцина
- 1987 — Середовище проживання — Люда Солодовнікова
- 1991 — Анна Карамазофф — актриса
- 1992 — Двері до літа — Белл Даркін
- 1994 — Російська симфонія — панночка
- 1995 — Манія Жизелі — божевільна
- 1995 — Дякую, лікарю — дружина Сергія
- 1998 — Тіло буде віддано землі, а старший мічман буде співати — жінка (в епізоді)
- 2000 — Вулиці розбитих ліхтарів-3 — Людмила
- 2003 — Як у старому детективі — Мірра Загорська
- 2003 — Батько і син — Ганна
- 2003 — Російський ковчег — Олександра Федорівна, дружина Миколи II
- 2004 — Мангуст-2 — Зінаїда Манохіна
- 2004 — Нестримний Чижов — Олена
- 2004 — Сестри — коханка Миколи Івановича
- 2007 — Варварини весілля — Зінаїда
- 2007 — Місяць в зеніті — Ганна Євгенівна Пуніна
- 2007 — Нізвідки з любов'ю, або Веселий похорон — Ніна
- 2008 — Час суниці — Люся, мати Стаса
- 2010 — Питання честі — Ганна Едуардівна
- 2010 — Клеймо — жінка (в епізоді)
- 2011 — Будинок зразкового утримання — Роза Марківна Мирська
- 2011 — За тобою — мама
- 2013 — Маяковський. Два дні — Марія Андрєєва, цивільна дружина Горького
- 2013 — Колишня дружина — Софія Заславська, екстрасенс
- 2013 — Горюнов — Марія, мати Олександра і Дар'ї Петровських
- 2013 — Мама буде проти — Анастасія Павлівна, мати Сашка
- 2013 — Шагал — Малевич — мати Белли
- 2013 — Шерлок Холмс — вихователька пансіону
- 2015 — Краще не буває — мати Дениса
- 2015 — Поліцейська ділянка — Ірина Андріївна Крилова, мати Поліни